# 바인 바오
바인 바오(베트남어: bánh bao)는 밀가루 반죽물에 다진 고기(주로 닭고기나 돼지고기)와 채소, 버섯, 양파, 삶은 메추리알 등을 소로 넣고 쪄서 만든 음식이다. 베트남의 대표적인 길거리 음식 가운데 하나이다.

## 이름
베트남어 "바인(bánh)"은 한자 "餠(한국 한자음: 병)"에서 나온 말로, 쌀가루나 밀가루 등 곡분이나 찧은 밥 등으로 만든 음식을 두루 일컫는다. "바오(bao)" 또한 한자 "包(한국 한자음: 포)"에서 나온 말로, "감싸다"라는 뜻이다. 중국어 "바오쯔(包子)"의 "바오(包)"를 빌린 것으로 보인다.

## 같이 보기
- 바오쯔
- 찐빵